# Werner Ludwig (Mediziner)

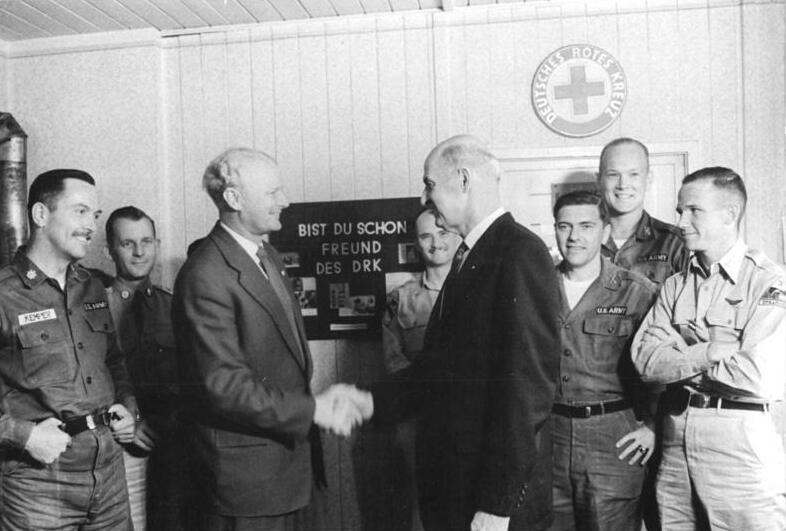
Werner Ludwig (3. v. l.) im Juli 1958 bei der Rückführung von amerikanischen Soldaten, die im Juni 1958 mit einem Hubschrauber in den DDR-Luftraum eingeflogen waren

Werner Ludwig (* 15. Dezember 1914 in Mülheim an der Ruhr; † 11. Dezember 2001 in Dresden) war ein deutscher Sozial- und Militärmediziner, der als Professor an der Medizinischen Akademie Dresden und an der Akademie für Ärztliche Fortbildung der DDR fungierte. Darüber hinaus war er von 1957 bis 1981 Präsident des Deutschen Roten Kreuzes der DDR sowie 1973 auch Vizepräsident der Liga der Rotkreuz- und Rothalbmond-Gesellschaften. Nach der deutschen Wiedervereinigung gehörte er ab 1991 als Ehrenmitglied dem Präsidium des gesamtdeutschen DRK an.

## Leben

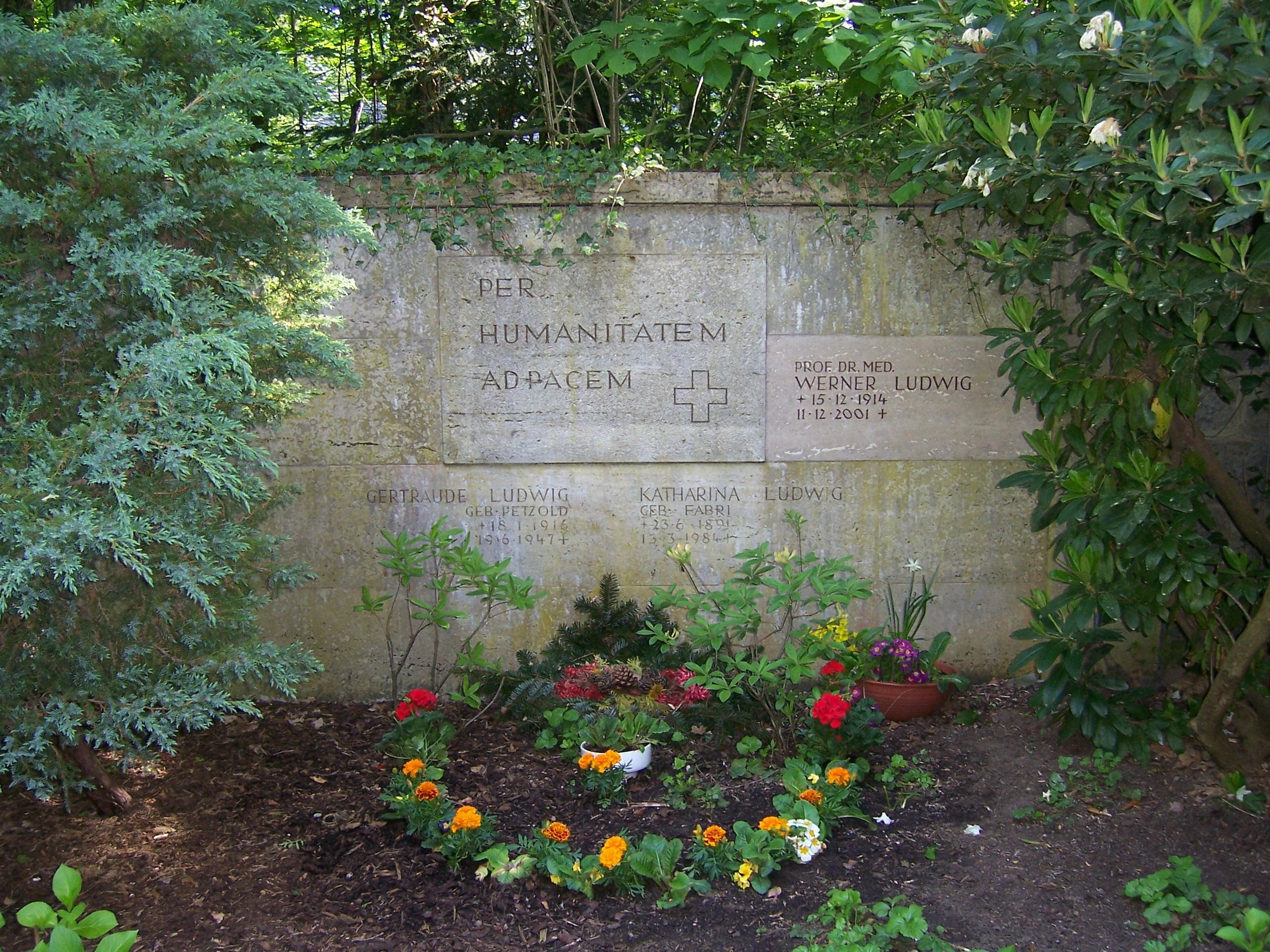
Grab Werner Ludwigs auf dem Waldfriedhof Weißer Hirsch

Werner Ludwig wurde im Dezember 1914 in Mülheim an der Ruhr geboren und war nach einem Studium der Medizin, das er von 1934 bis 1939 an der Militärärztlichen Akademie in Berlin absolvierte und mit der Promotion abschloss, als Militärchirurg tätig. Ab 1942 war er als Oberarzt und später Stabsarzt in der Schlacht von Stalingrad im Einsatz, während der er 1943 in sowjetische Kriegsgefangenschaft geriet. Er schloss sich später in der Sowjetunion dem Nationalkomitee Freies Deutschland und dem Bund Deutscher Offiziere an.
Nach seiner Rückkehr nach Deutschland im Jahr 1948 wirkte er zunächst als Kreisarzt in Grimma. Im Jahr 1950 wurde er Leiter der Abteilung Gesundheitswesen im Organisationskomitee der Weltfestspiele der Jugend und Studenten in Berlin. Danach war er als Abteilungsleiter im Ministerium für Gesundheitswesen tätig, 1952 übernahm er den Vorsitz des Organisationskomitees zur Gründung des Deutschen Roten Kreuzes der DDR. Von 1953 bis 1957 war er erster Vorsitzender des Zentralausschusses des DRK der DDR sowie anschließend bis 1981 dessen Präsident. Nach dem Weggang zweier seiner Kinder in die Bundesrepublik Deutschland wurde er aus dem Amt gedrängt. Als sein Nachfolger fungierte bis 1987 Siegfried Akkermann, Ludwig wurde ehrenamtlicher Vizepräsident.
Werner Ludwig wurde im Jahr 1962 an der Medizinischen Akademie Erfurt habilitiert und war ab 1965 Professor für Sozialhygiene an der Medizinischen Akademie Dresden. Von 1971 bis 1976 leitete er als Präsident das Nationale Komitee für Gesundheitserziehung der DDR. Darüber hinaus hatte er während dieser Zeit einen Lehrstuhl für Gesundheitserziehung an der Akademie für Ärztliche Fortbildung der DDR in Berlin inne. Im Jahr 1973 war er Vizepräsident der Liga der Rotkreuz- und Rothalbmond-Gesellschaften.
Werner Ludwig starb im Dezember 2001 in Dresden. Sein Nachlass wurde im Jahr 2010 dem Hauptstaatsarchiv Dresden übergeben.

## Auszeichnungen
Werner Ludwig wurde 1961 zum Obermedizinalrat ernannt und erhielt 1974 den Vaterländischen Verdienstorden sowie 1984 die Ehrenspange zum Vaterländischen Verdienstorden in Gold. 1979 wurde ihm der Stern der Völkerfreundschaft in Gold verliehen. Darüber hinaus wurde er im April 1990 auf einem außerordentlichen Kongress des DRK der DDR zum Ehrenpräsidenten sowie nach der deutschen Wiedervereinigung und dem Zusammenschluss der beiden deutschen Rotkreuz-Gesellschaften zum gesamtdeutschen DRK 1991 zum Ehrenmitglied von dessen Präsidium gewählt.

## Werke (Auswahl)
- Die Entwicklung unseres Gesundheitswesens. Aufbau-Verlag, Berlin 1953
- Rotes Kreuz: Ursprung und Wandlung. Betrachtungen in sozialhygienischer Sicht unter besonderer Berücksichtigung des Neuaufbaus des Deutschen Roten Kreuzes in der DDR. Union-Verlag, Dresden 1958
- Rolle und Aufgaben des Deutschen Roten Kreuzes in der sozialistischen Gesellschaft: Der Arzt und die vier Genfer Abkommen zum Schutz der Kriegsopfer vom 12. August 1949. Deutsches Rotes Kreuz der DDR, Dresden 1972
- Grundriss der Gesundheitserziehung. Verlag Volk und Gesundheit, Berlin 1973 (zweite Auflage 1978)